# MaSat-1
MaSat-1（Magyar and Satellite）はハンガリー初の国産人工衛星。ブダペスト技術大学の学生が開発・製造した。1U型のCubeSatで、2012年2月13日にヴェガロケットによって低軌道に投入された。
パワーコンディショナ・システムや受信機、オンボードデータ処理などの様々な宇宙機のアビオニクスを実証することが目的である。
MaSat-1によってハンガリーは47番目の宇宙国（space nation）となった。